# Jean Beauvoir
Pour les articles homonymes, voir Beauvoir.
Jean Beauvoir est un chanteur, guitariste, compositeur et producteur de musique américain.

## Biographie
Né le 9 août 1960,  à Chicago (États-Unis) d'un père haïtien et d'une mère française, il quitte le domicile familial à 15 ans à la suite d'un ultimatum de son père et part à New York.
Il est recruté par le chanteur Gary US Bonds pour devenir directeur musical / bassiste de sa tournée américaine et également chanteur pour le groupe The Flamingos.
Il devient ensuite, par l'intermédiaire d'une petite annonce, le bassiste des Plasmatics.
Après 2 années et 2 albums, il quitte le groupe dans le but de signer un contrat en solo.
Il refuse des offres pour jouer de la basse pour Prince ou Billy Idol. Il rencontre Steven Van Zandt qui prépare un nouvel album pour Bruce Springsteen. Van Zandt le convainc de le rejoindre dans son groupe Little Steven & the Disciples of Soul. Il participe à deux albums du groupe en 1982 et 1984.
Il entame une carrière solo en signant chez Virgin Records pour l'Europe et Columbia Records pour les États-Unis.
Richard Branson, patron de Virgin Records, lui permet alors d'enregistrer son premier album en Suède dans les studios Polar, utilisés notamment par le groupe ABBA.
Jean Beauvoir enregistre pendant 2 ans tous ses morceaux dans ces studios.
Il est notamment connu pour son tube de l'année 1986, Feel the Heat, qui se place no 73 du Billboard Hot 100 le 12 juillet 1986. La chanson est choisie durant une session d'édition vidéo aux studios Warner Brothers de Los Angeles par Sylvester Stallone pour son film Cobra.
En France, le titre atteint la 12e place au Top 50 en Janvier 1987 et reste classé 15 semaines.
En solo, il se produit pour la première fois en concert le 11 juillet 1986 au Ritz à Stockholm (Suède). En France, il se produit le 7 juin 1989 à l'Élysée Montmartre et le 17 juin 1989 au Transbordeur à Villeurbanne.
Avec l'aide de Steven Van Zandt, Jean Beauvoir rencontre Jimmy Iovine, d'Interscope Records pour signer un nouveau contrat solo. Jean souhaite plutôt signer son groupe Crown Of Thorns (Micki Free, Tony Thompson, Michael Paige), mais finalement le contrat ne se fera pas car Interscope change d'avis au dernier moment.
Avec Crown Of Thorns, Jean Beauvoir a joué en première partie de Bon Jovi et Van Halen.
Il a en outre fait partie des groupes Voodoo X (avec Tommy Lafferty, Uwe Fahrenkrog-Petersen, Ivan Wong, Luecke Lake) et Beauvoir/Free (avec Micki Free).
Il a travaillé, notamment comme producteur et compositeur, avec des artistes comme NSYNC, Jong-hyun, Doro, Lionel Richie, Cameo, Kiss (Girls In The Night et Who Wants To Be Lonely), John Waite (Dark Side Of The Sun) , The Ramones (Animal Boy), Nona Hendryx, Carole Davis (en) ou Nile Rodgers.
Jean Beauvoir parle aussi bien le français que l'anglais.
Son frère Pierre Beauvoir a joué du synthétiseur sur l'album Drums Along the Mohawk (1986) et sa sœur Malou Beauvoir, chanteuse, a participé à l'album Jacknifed (1988).
Celle-ci a participé à un single produit par Jean Beauvoir en 1987 sous le nom de groupe Latin Summer (titre Waste My Time) avec Anne-Sophie Lasko.
À la suite du séisme à Haïti en 2010 qui a fait plus de 230 000 morts, Jean Beauvoir a créé la Beauvoir Haiti Foundation pour venir en aide à la population.
Jean Beauvoir a un fils, Darius Beauvoir, né le 9 octobre 2004 à Woodlands Hills (Californie) et une fille, Izabel. Il vit depuis 2005 à Bonita Springs.

## Discographie

### Albums solo
- Drums Along the Mohawk (Virgin Records, 1986)
- Jacknified (Virgin/Columbia Records, 1988)
- Rockin' in the Street (Virgin Records, 1996) compilation
- Bare to the Bones (Point Music Distribution/Voodoo Records, 2001)
- Chameleon (Edel Music AG/Frontiers Records/Ulftone Music, 2004)
- Rock Masterpieces volume 1 (AOR Heaven, 2018) compilation
- Rock Masterpieces volume 2 (AOR Heaven, 2018) compilation

### Avec lesPlasmatics
- New Hope for the Wretched (1980)
- Beyond the Valley of 1984 (1981)
- Metal Priestless (1981) EP

### Avec Little Steven & the Disciples of Soul
- Men without Women (1982)
- Voice of America (1984)

### Avec Crown Of Thorns
- Crown of Thorns (1994)
- Raw Thorns (1994)
- 21 Thorns (1995)
- Breakthrough (1996)
- Lost Cathedral (1998)
- Destiny Unknown (2000)
- Karma (2002)
- Crown Jewels (2004) compilation
- Faith (2008)

### Avec Voodoo X
- Volume I : The Awakening (1989)

### Avec Beauvoir/Free
- American Trash (2015)

### Singles Solo
- Feel The Heat
- Missing The Young Days
- Gamblin' Man
- Jimmy
- Alone Again
- High On My Baby
- Here She Comes
- Monday
- I Wanna Know
- The Rhythm (sous le nom AKA Voodoo Man)
- Standing On The Corner For Ya

## Sources
- (en) Cet article est partiellement ou en totalité issu de l’article de Wikipédia en anglais intitulé « Jean Beauvoir » (voir la liste des auteurs).
- http://www.jeanbeauvoir.com, « Site officiel de Jean Beauvoir » (consulté le 13 juillet 2008)